# مسجد الشيخ الخليلي
مسجد الشيخ الخليلي مسجد أثري، يعود تاريخه إلى الحقبة العثمانية في فلسطين. يقع داخل أسوار البلدة القديمة لمدينة القدس من الجهة الغربية من المسجد الأقصى، بالقرب من باب السلسلة.  تم بناؤه على الطراز المملوكي، ويبلغ طوله 12 متر، وعرضه خمسة أمتار، وكان يُصلى فيه سابقا، قبل أن يُعتدى عليه ويُسكن. وفي المسجد محراب يدل على قدسيته ومكانته. وقد اُطلق عليه هذا الاسم نسبةً إلى الشيخ محمد الخليلي، وهو عالم في الحديث والتفسير  توفي عام 1734.